# Крупный парнопес
Крупный парнопес, или блестянка мясо-красная (хоботковая) (лат. Parnopes grandior) — редкий вид ос-блестянок из подсемейства Chrysidinae. Единственный вид рода, занесённый в Красную книгу России.

## Распространение
Западная и центральная Европа, Ближний Восток, юг Аравийского п-ова, Северная Африка; Россия (европейская часть и южный Урал), Молдавия, Украина, Закавказье, Казахстан, Средняя Азия.

## Описание
Среднего размера и крупные блестянки (8—14 мм). Тело удлиненное, брюшко (задняя часть) без металлического блеска, красновато-рыжее. Первый тергит, а также голова и грудь металлически блестящие, сине-зеленые. Крыловые крышечки грубо пунктированные, большие. Обладают длинным хоботком. Голова, грудь и почти весь первый тергит брюшка сине-зеленые металлически блестящие. Обитают на песчаных почвах, по берегам рек, на аридных участках. Клептопаразит роющих ос рода Bembix (Sphecidae): Bembix repanda, B. oculata (Berland & Bernard, 1938); Bembix integra Panz., B.oculata Latr. and B.olivacea Cyr. (Grandi, 1927); Bembix integra, B. olivacea, B. rostrata (Grandi, 1961); Bembix bicolor, B. cinctella (Linsenmaier, 1968); B. tarsata, B. oculata, Bembix rostrata (L.) (Strumia, 1997); Bembix rostrata (Witt, 1998); Bembix tarsata Latr., B. oculata Panz., B. olivacea F. (Grandi 1927) и B. rostrata (Grandi 1961) (Pagliano & Scaramozzino, 1999).

## Охранный статус
Занесён в Красную книгу России, как вид, имеющий устойчивую тенденцию к сокращению численности. Основными лимитирующими факторами служат распашка и орошения приречных песков, зарастание песчаных участков кустарниками и густой травой, широкое применение пестицидов и сокращение численности ос рода Bembix, которые служат им хозяевами. Также занесён в некоторые региональные Красные книги (Красная книга Волгоградской области).